# Make a Jazz Noise Here
A Make a Jazz Noise Here Frank Zappa utolsó, 1988-as turnéjának különböző helyszínein felvett dupla koncertalbuma, 1991-ben jelent meg. A turnéről a Broadway the Hard Way (1988) és a The Best Band You Never Heard in Your Life (1991) után ez jelent meg utolsóként (1991).

## A Broadway The Hard Way turné
Zappa már az 1984-es (húszéves jubileumi) turnéját is az utolsónak tervezte ("az utolsó turné utolsó dala" – olvasható az 1984-es Does Humor Belong in Music? kísérőfüzetében a záródalnál), de már az 1982-es koncertsorozat után is nagyon keserűen nyilatkozott a koncertezésről: akkor több fellépést tettek lehetetlenné különböző lázadások, rendbontások vagy rendőri beavatkozások. Ezek után nagy meglepetést és várakozást keltett, hogy 1987 őszén újra próbálni kezdett és meghallgatásokat tartott egy majdani zenekar zenészeit keresve.
A terve egy nagy, sok fúvóssal kiegészített zenekar felállítása volt, a kezdeti próbák idején a korábbi zenésztársak közül Tommy Mars, Flo & Eddie vagy Ray White is felbukkant, ők végül mégsem lettek részei a csapatnak. A csapat magját többé-kevésbé a 84-es felállás adja, de érdekesség például, hogy a régi nagy nevek közül a 72-74-es együttműködések után újra Zappánál zenél Bruce Fowler harsonás.
A turnét Broadway The Hard Way címmel promotálták, a zenekar februártól júniusig Amerika nyugati parti helyszíneitől eljutott Európáig (hozzánk legközelebb Bécsben játszottak '88 májusában). Zappa (a korábbi évekhez képest mindenképpen) viszonylag kevesebb időt töltött a zenekarral, a próbákat Scott Thunes basszusgitáros vezette, az ő megosztó személyisége azonban lassan maradandó nyomokat hagyott mindenkiben: a feszültségek növekedtével a zenekar kijelentette, hogy nem hajlandóak Thunes-szal játszani – ez azonban a csapat és a turné végét is jelentette. Erről a koncertsorozatról a Broadway the Hard Way (1988) után nem sokkal jelent meg a The Best Band You Never Heard in Your Life (1991), majd végül a Make A Jazz Noise Here (1991). Mindhárom kiadvány kísérőfüzetében ez olvasható:
Minden dal élő felvétel, semmiféle utólagos korrekciót nem tartalmaz.

## A lemezről
A lemez nagy része instrumentális szerzemény, a legkorábbi időszakoktól a hetvenes és nyolcvanas évek nagy zappa-klasszikusaiig, a big band felálláshoz illő pazar hangszerelésben. A második CD-n felbukkan Zappa két nagy kedvence, Bartók Béla és Igor Stravinsky, előbbitől a III. zongoraverseny nyitórészét, utóbbitól a Katona történetének egy szakaszát halljuk, Scott Thunes hangszerelésében.
Ahogy ez Zappa más albumaira is igaz, az egyes dalokban rengeteg utalást találunk korábbi szerzeményekre és lemezekre – ezek az anyaggal először találkozó hallgatónak nem feltétlenül tűnnek fel.

## A lemez számai
A másként feltüntetetteken kívül minden darab Frank Zappa szerzeménye.

### Első CD
1. Stinkfoot – 7:39
2. When Yuppies Go to Hell – 13:28
3. Fire and Chains – 5:04
4. Let's Make the Water Turn Black – 1:36
5. Harry, You're a Beast – 0:47
6. The Orange County Lumber Truck – 0:41
7. Oh No – 4:43
8. Theme from Lumpy Gravy – 1:11
9. Eat That Question – 1:54
10. Black Napkins – 6:56
11. Big Swifty – 11:12
12. King Kong – 13:04
13. Star Wars Won't Work – 3:40

### Második CD
1. The Black Page (new age version) – 6:45
2. T'Mershi Duween – 1:42
3. Dupree's Paradise – 8:34
4. City of Tiny Lights – 8:01
5. Royal March from L'Histoire du Soldat (Igor Stravinsky) – 0:59
6. Theme from the Bartok Piano Concerto #3 (Bartók Béla) – 0:43
7. Sinister Footwear 2nd mvt. – 6:39
8. Stevie's Spanking – 4:25
9. Alien Orifice – 4:15
10. Cruisin' for Burgers – 8:27
11. Advance Romance – 7:43
12. Strictly Genteel – 6:36

## A zenészek
- Frank Zappa – szólógitár, ének
- Kurt McGettrick – baritonszaxofon
- Scott Thunes – basszusgitár
- Albert Wing – tenorszaxofon
- Ed Mann – ütőhangszerek
- Chad Wackerman – dobok
- Ike Willis – gitár, ének
- Paul Carman – altszaxofon
- Walt Fowler – trombita
- Mike Keneally – szintetizátor, ének, gitár
- Bruce Fowler – harsona
- Robert Martin – billentyűk, ének

## Külső hivatkozások
- Dalszövegek és információk – az Information Is Not Knowledge honlapon;
- A kiadás részletei – a Zappa Patio oldalon;
- The Frank Zappa 1988 Tour Project – Pat Buzby 88-as turné adatbázisa;
- 1988 Was A Million Years Ago – Mike Keneally gitáros turnénaplója;